# PFK Sportist Svoghe
FC Sportist Svoghe (bulgară ФК Спортист Своге) este un club de fotbal din Svoghe, Bulgaria. Echipa susține meciurile de acasă pe stadionul Ceavdar Țvetkov cu o capacitate de 3.000 de locuri.